# Tanahbaru
Tanahbaru is een bestuurslaag in het regentschap Karawang van de provincie West-Java, Indonesië. Tanahbaru telt 5776 inwoners (volkstelling 2010).